# Beintemapoldermolen
De Beintemapoldermolen (Fries: Beintemapoldermûne) is een poldermolen in de buurtschap Beintemahuis, ongeveer 2,5 km ten noorden van het Friese dorp Westergeest, dat in de Nederlandse gemeente Noardeast-Fryslân ligt.

## Beschrijving
De Beintemapoldermolen, een grondzeiler, werd in 1870 gebouwd voor de bemaling van de polder Beintema, waarvan het meeste land eigendom was van een geslacht met dezelfde naam. De molen die deze polder eerder bemaalde brandde in 1869 af. De eigenaren van de polder werden het niet eens over de locatie van een nieuwe molen, waarop ze besloten om op drie verschillende plekken in de polder nieuwe molens te bouwen. De Beintemapoldermolen was de westelijkste daarvan en is de enige van die drie molens die is overgebleven.
De molen verloor zijn functie in 1950 aan een in dat jaar gebouwd elektrisch gemaal. Aanvankelijk zou de Beintemapoldermolen toen gesloopt zou worden, maar dit werd verboden. Een verzoek om ontheffing van dit sloopverbod in 1963 werd niet gehonoreerd. Bij een restauratie in 1968 werd de houten bekleding van de molen vervangen door riet. In 1980 werd de Beintemapoldermolen eigendom van de Stichting De Fryske Mole, die hem in 1988 opnieuw liet restaureren. De molen is nog altijd maalvaardig, maar slechts in circuit.